# Encephalartos nubimontanus
Encephalartos nubimontanus là một loài thực vật hạt trần trong họ Zamiaceae. Loài này được P.J.H.Hurter mô tả khoa học đầu tiên năm 1995.